# 菲奥伦蒂诺
菲奥伦蒂诺（義大利語：Fiorentino）是圣马力诺的9个市镇（堡）之一。总面积6.57 km²。总人口2 245 人(2006)。菲奥伦蒂诺与基耶萨诺瓦、圣马力诺市、博爾戈馬焦雷、法埃塔诺、蒙特贾尔迪诺为邻。菲奥伦蒂诺分为3个村。